# Aleidus Aalderink
Aleidus Aalderink (Vriezenveen, 5 juni 1945) behartigt de belangen van Nederlandse doven en slechthorenden. Als CDA-politicus was hij het eerste dove gemeenteraadslid in Nederland (2002-2006).

## Levensloop
Aalderink is een van acht kinderen van een kleine boer. Hij werd doof door een oorontsteking toen hij één jaar oud werd. Sinds mei 2012 heeft hij een cochleair implantaat. 
Hij was als systeembeheerder bij Rijkswaterstaat in dienst. In 1998 was hij voor een korte periode gedetacheerd bij het Instituut voor Doven te Sint Michielsgestel, om aan een Europees gehandicaptenproject te kunnen werken. Door een reorganisatie bij het instituut kwam dit project niet van de grond.
In 1985 won hij een geschil met de Belastingdienst over het opvoeren van autokosten als aftrekpost. Zijn motivatie was dat doven elkaar moeten kunnen zien om te kunnen communiceren. In die tijd kon men niet met elkaar bellen of e-mailen (pas in dat jaar werd de teksttelefoon uitgevonden), dus voor een gesprek ging men met de auto bij elkaar op bezoek. In die zin was de auto in zijn ogen een ‘communicatiemiddel’. Op december 2005 ging Aalderink met vervroegd pensioen.
Aalderink is in zijn vrije tijd actief als penningmeester bij de stichting Allah Kariem, die hulp verleent aan het Holy Land Instituut voor Doven in Salt, Jordanië. Verder doet hij vrijwilligerswerk voor Stichting Welzijn en Zorg Doven Zuid-Holland (Zoetermeer) en Dovenschap (Nederland).
Van 2002 tot 2006 zat Aalderink namens het CDA in de gemeenteraad van Zoetermeer. Via de inzet van tolken Nederlandse Gebarentaal kon hij op volwaardige basis deelnemen aan de raadsvergaderingen. Hij hield zich bezig met de beleidsterreinen Ruimtelijke Ordening en Stedelijke Voorzieningen. Daarnaast maakte hij zich sterk voor de belangen van minderheidsgroepen, met name doven en slechthorenden. Hij wees vaak op de negatieve gevolgen die politieke besluiten konden hebben voor deze groepen.

### Privé
Aleidus Aalderink is getrouwd met een dove vrouw. Een van zijn vier zussen is ook doof. Zijn levensovertuiging is protestants.